# Pellegrino Parmense
Pellegrino Parmense är en ort och kommun i provinsen Parma i regionen Emilia-Romagna i Italien. Kommunen hade 1 012 invånare (2018).